# 대전새여울초등학교
대전새여울초등학교는 대한민국 대전광역시 대덕구에 있는 공립 초등학교다.

## 학교 연혁
- 2014년 3월 1일 신탄진초등학교 새여울분교장 12학급 편성
- 2014년 4월 7일 신탄진초등학교 새여울분교장 14학급으로 증설
- 2014년 5월 19일 개교 기념식 거행
- 2015년 3월 1일 대전새여울초등학교로 승격
- 2015년 3월 1일 21학급 편성(특수학급 1학급 포함)
- 2024년 3월 1일 44학급 편성(특수학급 1학급 포함)

## 참고 자료
- 대전새여울초등학교 - 한국교육학술정보원 학교알리미